# Michelle Harrison (Schriftstellerin)
Michelle Harrison (* 1979 in Grays) ist eine britische Schriftstellerin. Sie schreibt Fantasyromane für Kinder und Jugendliche.

## Leben
Michelle Harrison wurde 1979 in der Stadt Grays im britischen Essex geboren. Nach ihrem Schulabschluss zog die damals 19-jährige Michelle Harrison nach Stafford, wo sie Illustration studierte. Nach dem College-Abschluss arbeitete Michelle Harrison zunächst als Bardame, Kinderbuchverkäuferin und in einer Kunstgalerie, ehe sie einen Verlag fand und Vollzeitautorin wurde. Mit ihrem Debütroman Thirteen Treasures (Elfenseele – Hinter dem Augenblick) gewann sie 2009 den Waterstone’s Children’s Book Prize. Es folgten zwei Fortsetzungen.
Heute lebt sie in Oxfordshire.

## Werke
- 2009: Elfenseele – Hinter dem Augenblick (Thirteen Treasures)
- 2010: Elfenseele – Zwischen den Nebeln (Thirteen Curses)
- 2011: Elfenseele – Jenseits der Ferne (Thirteen Secrets)
- 2019: Drei Schwestern, ein Familienfluch und … Eine Prise Magie (A pinch of magic)
- 2020: Eine verschwundene Schwester, eine magische Insel … Ein Hauch von Zauberei